# RDH11
La retinol deshidrogenasa 11 es una enzima que en humanos está codificada por el gen RDH11 .
La proteína codificada por este gen es una reductasa retiniana dependiente de NADPH que no tiene actividad esteroide deshidrogenasa. RHD11, un miembro de la superfamilia de oxidorreductasas deshidrogenasa / reductasa de cadena corta (SDR), se expresa en niveles altos en el epitelio prostático, y su expresión está regulada por andrógenos.

## Significación clínica
Mutaciones en RDH11 están asociadas con la retinitis pigmentosa.